# OGLE

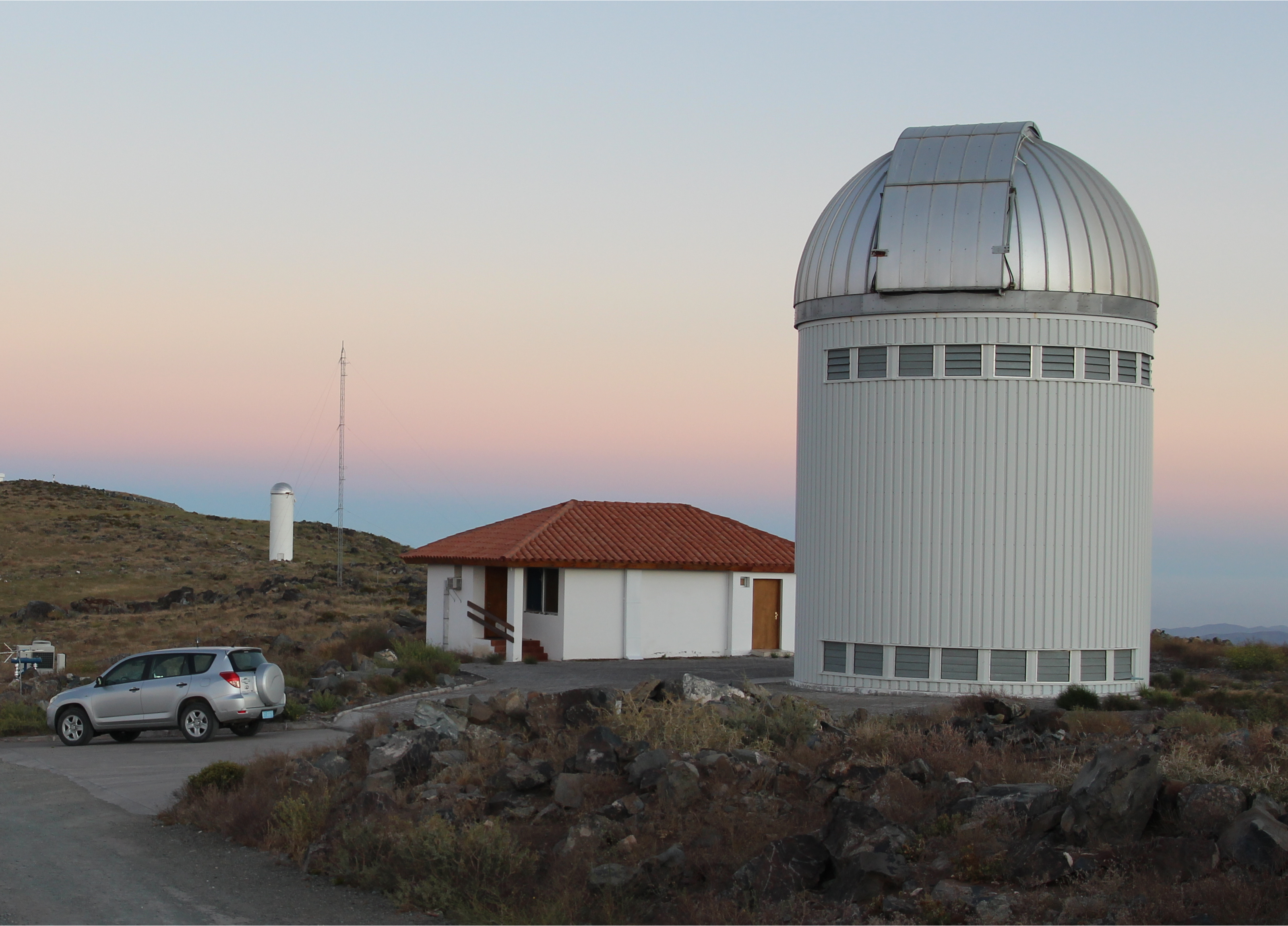
Teleskop Warszawski w Obserwatorium Las Campanas w Chile wykorzystywany w projekcie OGLE

The Optical Gravitational Lensing Experiment (OGLE), Eksperyment Soczewkowania Grawitacyjnego – projekt naukowy polegający na monitorowaniu jasności milionów gwiazd Drogi Mlecznej oraz sąsiadujących z nią galaktyk w celu wykrycia zjawisk i obiektów tymczasowych oraz okresowych, w tym między innymi zjawisk mikrosoczewkowania grawitacyjnego. Projekt prowadzony jest w Obserwatorium Las Campanas w Chile od kwietnia 1992 roku przez naukowców z Obserwatorium Astronomicznego Uniwersytetu Warszawskiego pod kierunkiem prof. Andrzeja Udalskiego. Jednym z pomysłodawców i wieloletnim współpracownikiem projektu był prof. Bohdan Paczyński z Uniwersytetu Princeton.
Od marca 2010 roku projekt znajduje się w czwartej fazie realizacji (OGLE-IV). Wcześniejsze fazy miały miejsce w latach: 1992–1995 (OGLE-I), 1997–2000 (OGLE-II), 2001–2009 (OGLE-III). W latach 1992–1995 obserwacje były wykonywane na 1,0-metrowym teleskopie im. Henrietty Swope. Począwszy od drugiej fazy projekt OGLE wykorzystuje Teleskop Warszawski o średnicy zwierciadła 1,3 m. Teleskop bazuje na konfiguracji Ritcheya-Chrétiena i został wyprodukowany przez DFM Engineering. Każda kolejna faza wiązała się z zastosowaniem kamery o coraz większym polu widzenia. Kamera OGLE-IV składa się z 32 matryc CCD zawierających 2048×4096 pikseli (w sumie prawie 269 Mpx). Pole widzenia kamery sięga 1,4 stopnia kwadratowego, czyli pokrywa obszar około 7 tarcz Księżyca. Zasadniczym celem obserwacji jest bogaty w gwiazdy pas Drogi Mlecznej, w tym przede wszystkim zgrubienie centralne naszej Galaktyki, a także galaktyki satelitarne: Wielki Obłok Magellana i Mały Obłok Magellana.

## Odkrycia

### OGLE-I (1992–1995)
Do największych osiągnięć pierwszej fazy projektu OGLE należało odkrycie pierwszych przypadków mikrosoczewkowania grawitacyjnego (w sumie 20 zjawisk) w kierunku zgrubienia centralnego Drogi Mlecznej, w tym pierwszy przypadek mikrosoczewkowania przez układ podwójny gwiazd. Dane OGLE dostarczyły niezbitego dowodu na to, że gwiazdy w centralnych rejonach naszej Galaktyki układają się w podłużną strukturę zwaną poprzeczką.

### OGLE-II (1997–2000)
Do najważniejszych wyników naukowych uzyskanych w czasie trwania drugiej fazy projektu należy detekcja i kalibracja tysięcy gwiazd położonych w Obłokach Magellana i będących tzw. świecami standardowymi, jak pulsujące gwiazdy typu RR Lyrae, cefeidy, gwiazdy typu Mira Ceti, a także gwiazdy stałe określane z ang. red clump, co przyczyniło się do rewizji skali odległości we Wszechświecie. Precyzyjne pomiary jasności umożliwiły odkrycie w Obłokach Magellana tysięcy czerwonych olbrzymów o niskich amplitudach pulsacji, które nazwano gwiazdami typu OSARG (OGLE Small-Amplitude Red Giants). Podczas fazy OGLE-II udało się zarejestrować prawie 170 zjawisk mikrosoczewkowania grawitacyjnego.

### OGLE-III (2001–2009)
Trzecia faza projektu przyniosła liczne odkrycia planet pozasłonecznych. Uczestnicy projektu OGLE jako pierwsi masowo poszukiwali planet wokół innych gwiazd metodą tranzytu. W przypadku około 220 gwiazd zauważono okresowe przyćmienia, które mogły być spowodowane przez krążące wokół nich niewielkie słaboświecące obiekty. W siedmiu przypadkach potwierdzono, że obiektami tymi są planety. W 2004 roku astronomowie z OGLE we współpracy z astronomami z japońsko-nowozelandzkiej grupy MOA (Microlensing Observations in Astrophysics) jako pierwsi donieśli o zaobserwowaniu planety pozasłonecznej przy użyciu metody mikrosoczewkowania grawitacyjnego. Tą metodą w 2006 roku zespół OGLE odkrył pierwszy układ planetarny, złożony z dwóch planet o masach i wielkości orbit zbliżonych proporcjami do Jowisza i Saturna w naszym Układzie Słonecznym. Innym odkryciem z trzeciej fazy OGLE jest jedna z najmniejszych dotąd znanych gwiazd OGLE-TR-122 B. Dzięki wieloletnim regularnym obserwacjom OGLE udało się wyjaśnić fenomen zjawiska czerwonej nowej. Okazało się, że wybuch Nova Scorpii 2008 to wynik koalescencji gwiazd, a ściślej – szybki proces wejścia układu podwójnego gwiazd w fazę wspólnej otoczki.
W czasie trwania OGLE-III zarejestrowano ponad 4 tys. zjawisk mikrosoczewkowania grawitacyjnego. Analiza statystyczna tych zjawisk przeprowadzona przez zespoły OGLE oraz PLANET (Probing Lensing Anomalies NETwork) pokazała, że planety wokół gwiazd nie są rzadkością i co najmniej jedna planeta powinna krążyć wokół każdej gwiazdy w naszej Galaktyce. Niewielka liczba zjawisk mikrosoczewkowania grawitacyjnego (10 przypadków) zaobserwowanych w kierunku Obłoków Magellana w okresie 12 lat (łącznie w trakcie faz OGLE-II i OGLE-III) wykluczyła definitywnie, że ciemna materia może składać się z masywnych, zwartych, niewidocznych lub słaboświecących obiektów określanych mianem MACHO (MAssive Compact Halo Objects).
Na podstawie danych OGLE-III udało się sklasyfikować około pół miliona gwiazd zmiennych, w tym natrafiono na pierwszą cefeidę w układzie podwójnym (OGLE-LMC-CEP-0227), co po raz pierwszy pozwoliło na dokładne wyznaczenie masy tego typu gwiazdy i potwierdzenie przewidywań teorii pulsacji.

### OGLE-IV (od 2010)
Duże pole widzenia kamery OGLE-IV umożliwiło efektywne zwiększenie obszaru obserwacji do 3600 stopni kwadratowych, co stanowi około 9 procent powierzchni całego nieba. Dzięki detekcji tysięcy cefeid i gwiazd typu RR Lyrae w Obłokach Magellana została dokładnie poznana struktura tych galaktyk,. Blisko połowa spośród około 3600 znanych cefeid klasycznych w Drodze Mlecznej została odkryta w danych OGLE. Opracowane na tej podstawie mapa dysku galaktycznego oraz krzywa rotacji Galaktyki objęły po raz pierwszy odległe od centrum rejony. Wysoce kompletne poszukiwania gwiazd typu RR Lyrae w kierunku zgrubienia centralnego Galaktyki pokazały, że stara populacja gwiazdowa zgrubienia ma kształt trójosiowej elipsoidy ustawionej wzdłuż galaktycznej poprzeczki. Dane OGLE umożliwiły precyzyjne wyznaczenie odległości do centrum Galaktyki (na bazie gwiazd typu RR Lyrae) oraz Wielkiego Obłoku Magellana (na podstawie zaćmieniowych układów podwójnych).
Regularne wieloletnie obserwacje ponad 2 miliardów gwiazd pozwoliły na odkrycie i sklasyfikowanie (do 2024 roku) prawie 1,2 miliona obiektów zmiennych okresowych, w tym setek tysięcy gwiazd pulsujących i układów zaćmieniowych znanych typów, a także na odkrycie wielu dotąd zupełnie nieznanych lub rzadko występujących typów gwiazd, jak osobliwe cefeidy, ekscentryczne układy elipsoidalne, gwiazdy typu BLAP (Blue Large-Amplitude Pulsators) – gorące gwiazdy pulsujące o dużych amplitudach zmian jasności, czy milinowe – układy podwójne gwiazd charakteryzujące się wybuchami około tysiąc razy słabszymi niż w przypadku nowych klasycznych. W polach obejmujących Obłoki Magellana namierzono setki odległych supernowych, a także potwierdzono obecność setek aktywnych jąder galaktyk. W ramach czwartej fazy OGLE prowadzona była kampania poszukiwania obiektów Pasa Kuipera. Znaleziono 14 nowych obiektów, w tym planetoidę o średnicy szacowanej na około 470 km, która otrzymała nazwę Dziewanna.
W fazie OGLE-IV każdego roku rejestruje się do około 2000 zjawisk mikrosoczewkowania. Analiza danych z lat 2010–2015 pokazała, że bardzo niewiele jest krótkich (trwających do 2 dni) zjawisk wywołanych przez pojedyncze obiekty o masach planetarnych. Oznacza to, że planet o masach Jowisza swobodnie przemierzających przestrzeń międzygwiazdową praktycznie nie ma. Dane OGLE, w niektórych przypadkach uzupełnione o dane z innych przeglądów mikrosoczewkowych, umożliwiły wykrycie kilkudziesięciu planet wokół odległych gwiazd. Po raz pierwszy odkryto planetę typu Urana (OGLE-2008-BLG-092L) – lodowego olbrzyma na szerokiej orbicie wokół macierzystej gwiazdy, która dodatkowo tworzy układ podwójny z inną gwiazdą.
Połączenie danych fotometrycznych OGLE-III i OGLE-IV dla Wielkiego Obłoku Magellana pozwoliło na poszukiwanie zjawisk mikrosoczewkowania grawitacyjnego o skalach czasowych rzędu lat, wywołanych przez niewidoczne obiekty o masach od kilku do kilkuset mas Słońca. Bardzo niewielka liczba takich zjawisk dała podstawy do wniosku, że ciemną materię praktycznie nie mogą tworzyć pierwotne czarne dziury, które miałyby powstać z gęstej materii we wczesnym Wszechświecie.

## Projekt OGLE w liczbach
Dane OGLE, licząc od kwietnia 1992 (początek projektu) do lutego 2025, obejmują 8 tysięcy nocy obserwacyjnych. Cały projekt OGLE zebrał w sumie około 500 TB danych, zostało	wykonanych 1,2 miliona ekspozycji.
Obserwacje OGLE-IV pokrywają około 4100 stopni kwadratowych nieba, co stanowi 10% powierzchni całej sfery niebieskiej. Od początku czwartej fazy (marzec 2010) do lutego 2025 wykonano 1,7 biliona (1,7 ×1012) indywidualnych pomiarów jasności dla około 2,3 miliarda gwiazd. W ramach przeglądu OGLE-IV do tej pory wykonano ponad 900 tysięcy ekspozycji. Przeciętna objętość danych uzyskiwanych każdej pogodnej nocy wynosi około 70 GB, maksymalnie sięgnęła 130 GB.

## Zespół OGLE
Zespół OGLE stanowią (2025): Andrzej Udalski, Michał Szymański, Igor Soszyński, Krzysztof Ulaczyk, Radosław Poleski, Szymon Kozłowski, Paweł Pietrukowicz, Jan Skowron, Dorota Skowron (Szczygieł), Przemysław Mróz, Krzysztof Rybicki, Mariusz Gromadzki, Patryk Iwanek, Marcin Wrona, Milena Ratajczak, Mateusz Mróz i Joachim Borowicz.
W 2020 roku zespół OGLE został uhonorowany Nagrodą Prezesa Rady Ministrów.

## Galeria

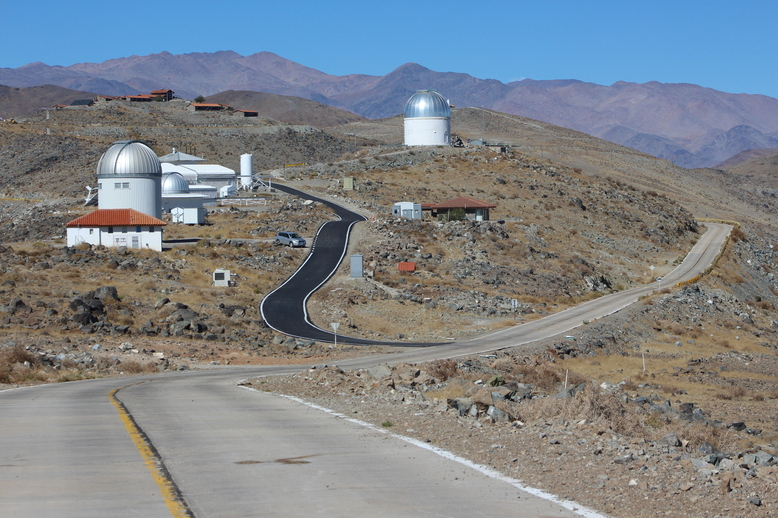
Widok na teleskop OGLE (po lewej na pierwszym planie) oraz teleskop im. Henrietty Swope (po prawej)
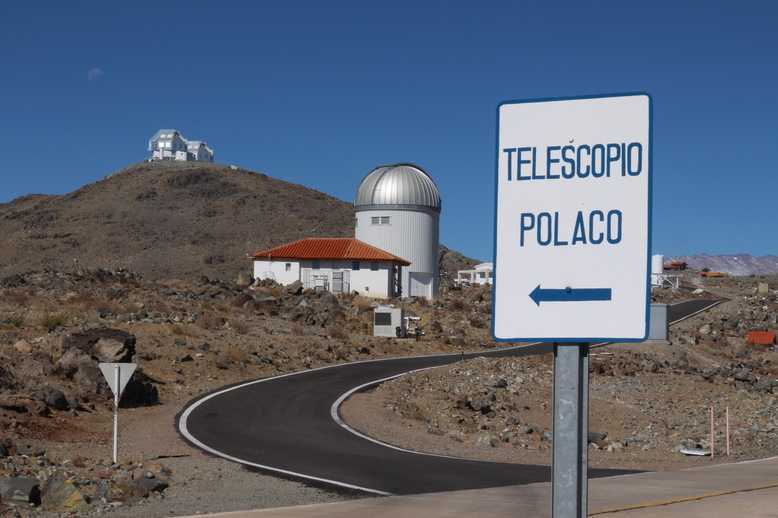
Drogowskaz do teleskopu OGLE. W tle bliźniacze 6,5-metrowe teleskopy Magellana
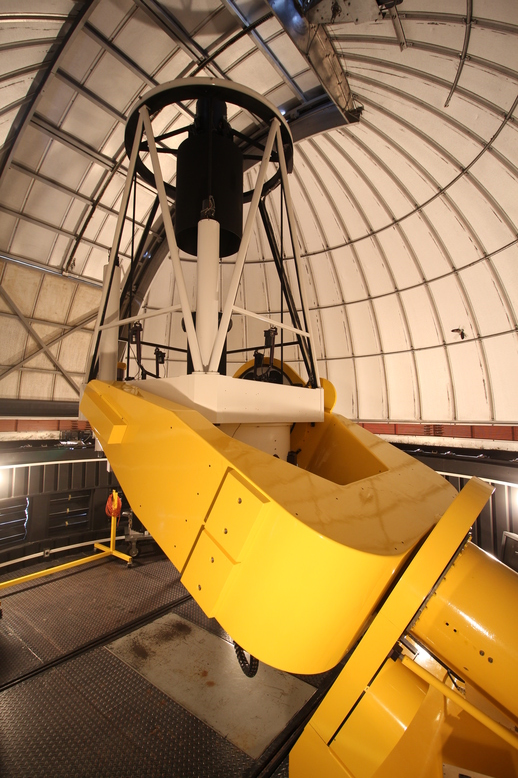
Teleskop OGLE wewnątrz kopuły
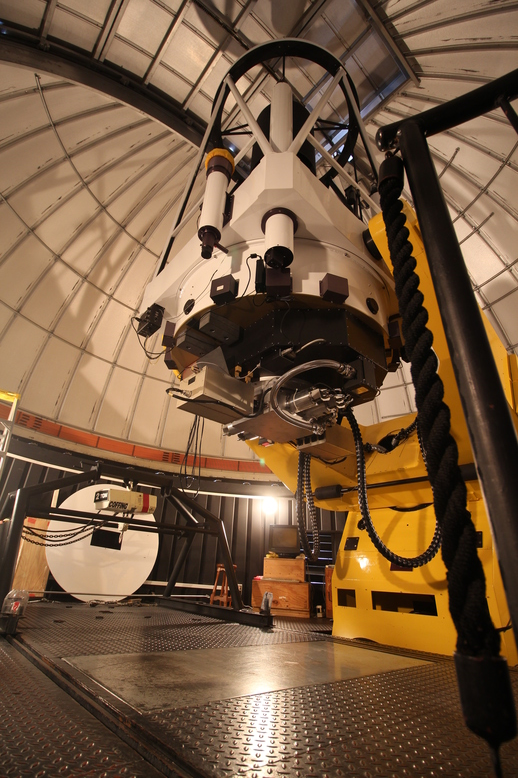
Teleskop z widoczną od spodu kamerą OGLE-IV